# ムハンマド5世 (モロッコ王)
ムハンマド5世（アラビア語: محمد الخامس, ラテン文字転写: Mohammed V、1909年8月10日 - 1961年2月26日）は、モロッコのスルターン（在位：1927年 - 1953年、1955年 - 1957年）及び国王（在位：1957年 - 1961年）。モハメド5世とも表記される。
フランスから独立を勝ち取ったモロッコの国民的英雄である。

## 生涯
スルターン・ユースフ・ベン・ハサンの末子として生まれる。1927年、父の死により即位。第二次世界大戦後、激化するフランスからの独立運動を指導したため、1953年にフランスによって廃位された。フランスのインドシナ戦争の敗戦もあり、1955年に復位して翌年に独立を達成した。
1957年にモロッコの君主号をスルターンから国王（الملك）に変更した。1961年に崩御、王太子が即位してハサン2世となった。
ラバトのムハンマド5世大学、カサブランカのムハンマド5世国際空港やモハメド5世スタジアムはムハンマド5世にちなんでそれぞれ命名された。